# Нервова трубка
Нервова трубка — зачаток центральної нервової системи у хордових, що утворюється в процесі нейруляції із нервової пластинки (похідне ектодерми).
У поперечному перерізі в ній незабаром після утворення можна виділити три шари, зсередини назовні:
1. Епендимний — псевдобагатошаровий, що містить зародкові клітини.
2. Мантійна зона — містить мігруючі клітини, що проліферують і виселяються з епендимного шару.
3. Зовнішня крайова зона — шар, де утворюються нервові волокна.

## Нейруляція

Формування нервової трубки у процесі нейруляції: на схемі сірим кольором позначена шкірна ектодерма, жовтим — нервовий валик та нервовий гребінь, коричневим — процес змикання нервового жолобка в нервову трубку.

Нейруляція належить до процесу зародкового розвитку ембріонів хордових та включає перетворення нейронної пластини в нервову трубку. Первинна нейруляція починається після утворення нервової пластинки. Краї нейронної пластинки починають товститися і підніматися вгору, утворюючи нервові складки. Центр нервової пластинки залишається заземленим, що дозволяє утворювати U-образну нервову пазу. Цей нервовий паз встановлює межу між правими та лівими сторонами ембріона. Нервові складки стискають у напрямку до середньої лінії ембріону і з'єднуються разом, утворюючи нервову трубку.
Похідні нервової трубки вздовж дорсально-вентральної осі дають початок та встановлюють певні відсіки нейрогенних клітин-попередників, які ведуть до створення різних класів нейронів.